# Gare de Mouillepied
La gare de Mouillepied est une halte ferroviaire française, aujourd’hui fermée, de la ligne de la ligne de Nantes-Orléans à Saintes, située sur le territoire de la commune de Sainte-Soulle, dans le département de la Charente-Maritime, en région Poitou-Charentes,.

## Situation ferroviaire
Établie à 9 m d'altitude, la gare de Mouillepied est située au point kilométrique (PK) 168,06 de la ligne de Nantes-Orléans à Saintes, entre les gares ouvertes de Luçon et de La Rochelle-Ville. Elle est séparée de Luçon par les gares fermées de Sainte-Gemme - Pétré, Nalliers, Le Langon - Mouzeuil, Velluire, Vix, L'Île-d'Elle, Marans, et d'Andilly - Saint-Ouen ; et de La Rochelle-Ville par celles également fermées de Dompierre-sur-Mer et de Rompsay.

## Service des voyageurs
La halte est aujourd’hui[Quand ?] fermée à tout trafic voyageur. La maison de garde-barrière est toujours visible, tout comme la plaque comportant le nom de l’arrêt. Les quais existent toujours et sont situés de part et d’autre du passage à niveau.